# Lactato deshidrogenasa
La lactato deshidrogenasa, o LDH (EC 1.1.1.27) es una enzima que cataliza la reducción de piruvato a lactato, mediante la oxidación de NADH a NAD+. Este tipo de reacción se denomina redox, por lo que corresponde a la categoría de las enzimas oxidorreductasas.
Dado que la enzima también puede catalizar la oxidación del hidroxibutirato, ocasionalmente es conocida como Hidroxibutirato Deshidrogenasa (HBD).
Participa en el metabolismo energético anaerobio, reduciendo el piruvato (procedente de la glucólisis) para regenerar el NAD+, que, en presencia de glucosa, es el sustrato limitante de la vía glucolítica.
Los vertebrados, en algunos tejidos o tipos celulares, obtienen la mayor parte de su energía del metabolismo anaerobio (toda en el caso de eritrocitos dado que carecen de mitocondrias).
Se encuentra en muchos tejidos del cuerpo, pero su presencia es mayor en el corazón, hígado, riñones, músculos, glóbulos rojos, cerebro y pulmones.

## Reacción
Reacción según la notación de Cleland para reacciones bisustrato
La reacción es reversible. Es una reacción bisustrato del tipo bi-bi secuencial ordenado. En primer lugar entra el NADH seguido por el piruvato y tras el paso catalítico se libera secuencialmente lactato y NAD+.
En condiciones estándar la variación de energía libre de la reacción (∆G0’) es de -25,1 kJ/mol, estando muy desplazada hacia la formación de lactato. Sin embargo, esta reacción puede producirse en dirección contraria en función de la relación de concentraciones de sustratos y productos. Esto se manifiesta con claridad en el ciclo de Cori: mientras que en el músculo esquelético, especialmente durante el ejercicio físico intenso, la reacción se produce en la dirección descrita, en el hígado y el músculo cardiaco (metabolismo oxidativo), el lactato procedente del músculo esquelético se reoxida a piruvato para su utilización por la gluconeogénesis y por el ciclo de Krebs.

## Isoenzimas
La lactato deshidrogenasa (140 kDa) está formada por 4 subunidades, cada una de unos 35 kDa. Se conocen tres tipos de subunidades: H (LDHB), M (LDHA) y X (LDHC), que presentan pequeñas diferencias en su secuencia de aminoácidos. Los tipos H y M pueden asociarse independientemente para formar tetrámeros, dando lugar a cinco isoenzimas (isoformas: modificaciones post-traduccionales de la enzima), correspondientes a las cinco combinaciones posibles, cada una de las cuales se encuentra preferentemente en determinados tejidos y puede identificarse mediante electroforesis.
- LDH-1 (H4): en el músculo cardíaco y eritrocitos, así como en el cerebro.[1]
- LDH-2 (H3M): en el músculo cardíaco y células sanguíneas.
- LDH-3 (H2M2): en los pulmones.
- LDH-4 (HM3): en los riñones, placenta y páncreas.
- LDH-5 (M4): en el hígado y músculo esquelético, también en el cerebro.[1]
- LDH-6: en testículos e hígado.

## Fisiopatología
La LDH pasa a la sangre ante toda destrucción de estos tejidos (traumática, infecciosa o neoplásica), por lo que su elevación en el suero es un signo inespecífico de organicidad de un proceso, es decir, de que un órgano o tejido ha sido lesionado.
También es un índice de proliferación en el seguimiento de una neoplasia y es relativamente valiosa para el diagnóstico y seguimiento del infarto agudo de miocardio pues su elevación en este proceso es poco específica.
El valor normal de la concentración sanguínea de LDH es: 105-333 UI/l (unidades internacionales por litro). Estos valores pueden variar ligeramente entre laboratorios. En cambio, la concentración plasmática es: 190-390 UI/l.
Los niveles aumentados de LDH pueden indicar:
- Cardiopatías: infarto de miocardio, miocarditis, insuficiencia cardíaca aguda, arritmias cardíacas.
- Enfermedades hematológicas.
- Hepatopatías: hepatitis, hepatopatía tóxica, obstrucción de las vías biliares.
- Metástasis tumorales.
- Otros: tromboembolismo pulmonar, neumonías, insuficiencia renal aguda, infarto renal, hipotiroidismo, ejercicio muscular muy violento, fiebre tifoidea, tratamiento con medicamentos hepatotóxicos, alcoholismo.